# Џамал Кашогџи
Џамал Кашогџи (арап. جمال خاشقجي; лат: jamāl ḵāšuqjī Медина, Саудијска Арабија, 13. октобар 1958 — Конзулат Саудијске Арабије, Истанбул, Турска 2. октобар 2018) је био саудијски новинар и публициста. Био је уредник саудијског новинског листа Ал Ватан и генерални директор и главни уредник телевизије Ал-Араб, која је угашена након само 11 сати емитовања програма. Кашогџи је напустио Саудијску Арабију 2017, а у јуну исте године преселио се у САД где је почео писати текстове за Вашингтон пост. У својим текстовима износио је критике на рачун власти Саудијске Арабије нарочито у вези саудијске блокаде Катара, и дипломатских спорова са Либаном и Канадом, али и због прогона политичких неистомишљеника и медија. Кашогџи је потицао из моћне и познате саудијске породице.
Кашогџи је нестао 2. октобра 2018, а последњи пут је виђен како улази у конзулат Саудијске Арабије у Истанбулу. Он је дошао до конзулата како би извадио потврду да се развео од бивше супруге која му је била потребна за склапање брака са вереницом Хатиџом Џенгиз, турском држављанком, која га је чекала испред конзулата. Након што Кашогџи није изашао до краја радног времена из зграде конзулата, његова вереница је алармирала турске власти.
Извори у безбедносним службама Турске и турски медији објавили су након тога да верују да је Кашогџи убијен у конзулату, где је најпре мучен, а потом је његово тело возилом извезено из зграде конзулата. Турски медији објавили су фотографије групе од 15 држављана Саудијске Арабије који су, по њима, дошли како би извршили ликвидацију, и који су убрзо потом напустили Турску. С друге стране, Саудијска Арабија је у почетку демантовала ове наводе, и саопштила да је Кашогџи напустио конзулат кроз излаз са друге стране зграде, као и да ради на потрази за њим.
У данима након што је вест о нестанку Кашогџија објављена у светским медијима, Саудијска Арабија је била изложена великом притиску да пружи информације о његовој судбини. Упркос првобитним тврдњама да је новинар изашао из конзулата, ниједна камера није забележила његов излазак. Коначно, 18 дана након нестанка Кашогџија, Саудијска Арабија је признала да је он убијен у конзулату приликом туче са људима које је тамо срео.